# Estate (album)
Albums de Michel Petrucciani
Michel Petrucciani
(1981) Oracle's Destiny
(1982)
Estate est un album du pianiste de jazz français Michel Petrucciani sorti en 1982 chez IRD et portant le titre de la chanson Estate de Bruno Martino.

## Liste des titres
| No | Titre               | Musique                    | Durée |
| -- | ------------------- | -------------------------- | ----- |
| 1. | Pasolini            | Aldo Romano                | 5:26  |
| 2. | Very Early          | Bill Evans                 | 4:52  |
| 3. | Estate              | Bruno Martino              | 5:48  |
| 4. | Maybe Yes           | Michel Petrucciani         | 3:46  |
| 5. | I Just Say Hello    | Michel Petrucciani         | 6:18  |
| 6. | Tone Poem           | Charles Lloyd              | 4:08  |
| 7. | Samba Des Prophètes | Aldo Romano/Claude Nougaro | 8:54  |

## Personnel
- Michel Petrucciani - piano
- Furio Di Castri - contrebasse
- Aldo Romano - batterie